# Instytut Pere Mata

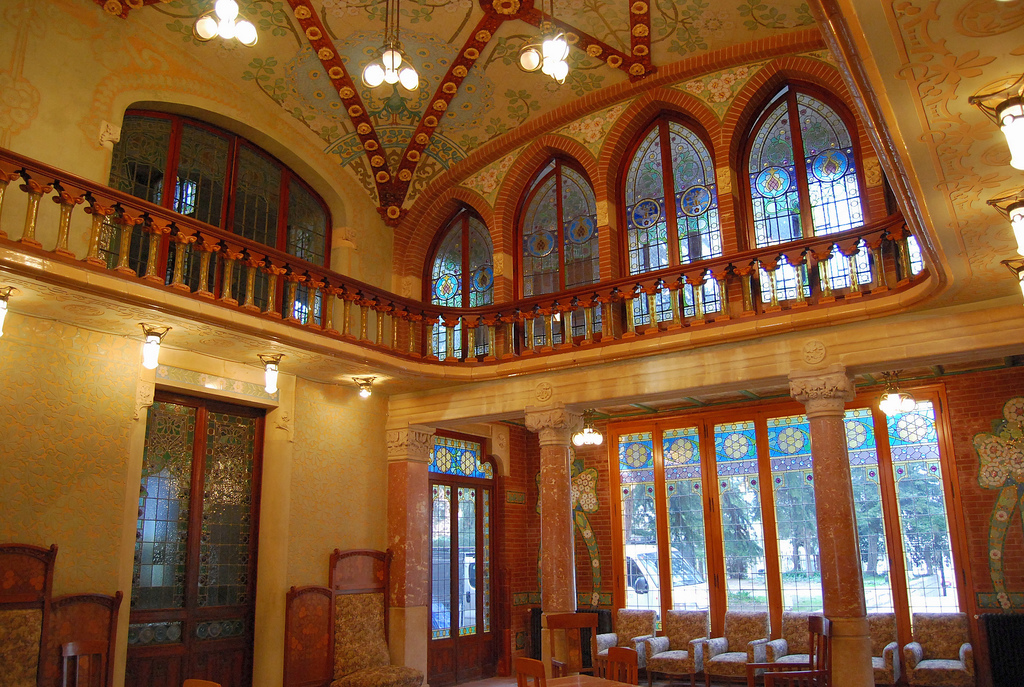
Instytut Pere Mata

Instytut Pere Mata to szpital psychiatryczny w Reus w Katalonii, mieszczący się w kompleksie zaprojektowanym przez Lluísa Domènecha i Montanera, utrzymany w typowym dla tego architekta stylu katalońskiej secesji. Zbudowany w latach 1897–1912.